# Nagano Satoshi
Satoshi Nagano (sinh ngày 2 tháng 8 năm 1982) là một cầu thủ bóng đá người Nhật Bản.

## Sự nghiệp câu lạc bộ
Satoshi Nagano đã từng chơi cho Avispa Fukuoka, Tokyo Verdy và Giravanz Kitakyushu.